# Baldovino I di Costantinopoli
(Goffredo di Villehardouin, De la conquiste de Constantinople)
Baldovino I, o anche Baldovino IX conte delle Fiandre, o ancora Baldovino VI conte di Hainaut (Valenciennes, luglio 1172 – Veliko Tărnovo, 1205), fu conte delle Fiandre dal 1194 e conte di Hainaut dal 1195 ed anche il primo imperatore dell'impero latino di Costantinopoli, dal 1204, alla sua morte.

Stemma dei Conti delle Fiandre utilizzato da Baldovino come stemma personale anche dopo l'elezione ad Imperatore di Romània

Stemma dei Conti di Hainaut.

Nel 1195, ereditò la contea di Hainaut e quella di Fiandra dal padre. Intraprese, nel 1202, la quarta crociata indetta da papa Innocenzo III per liberare Gerusalemme. Non avendo i crociati fondi sufficienti per pagare il nolo delle navi veneziane che li avrebbero trasportati in Terrasanta, il trasporto fu effettuato ugualmente dai veneziani ma a patto che i crociati provvedessero prima a restaurare sul trono imperiale di Costantinopoli Alessio IV Angelo. Di fatto la spedizione terminò con la conquista della città, il 12 aprile 1204, e successivamente della maggior parte dei territori sotto il controllo bizantino.

## Origine
Baldovino, sia secondo il Gisleberti Chronicon Hanoniense, che secondo la Chronica Albrici Monachi Trium Fontium e la Flandria Generosa (Continuatio Bruxellensis), era il figlio maschio primogenito del conte di Hainaut, Marchese di Namur e conte di Fiandra, Baldovino V di Hainaut e della contessa di Fiandra, Margherita d'Alsazia.
Baldovino V di Hainaut, secondo il Gisleberti Chronicon Hanoniense, era il figlio del conte di Hainaut, Baldovino IV e della moglie, Alice di Namur, che era figlia del conte di Namur, Goffredo I e della sua seconda moglie, l'erede della contea del Lussemburgo, Ermessinda di Lussemburgo, sia secondo la Genealogica comitum Buloniensium, che secondo la Chronica Albrici Monachi Trium Fontium e che, secondo il Herimanni, Liber de Restauratione Sancti Martini Tornacensis, era la sorella del conte di Lussemburgo e di Namur, Enrico IV.
Margherita d'Alsazia, secondo la Flandria Generosa (Continuatio Claromariscensis) era la figlia femmina secondogenita del conte delle Fiandre, Teodorico di Alsazia (1099 circa – 4 gennaio 1168) e di Sibilla d'Angiò (1112 circa – 1165), che, anche se l'arcivescovo, Guglielmo, della città di Tiro, nell'odierno Libano, nel suo Historia rerum in partibus transmarinis gestarum ce la presenta come figlia femmina primogenita era la figlia femmina secondogenita del conte d'Angiò e conte di Tours, conte consorte e poi conte del Maine ed infine reggente del principato di Antiochia e re consorte del regno di Gerusalemme, Folco il Giovane, e della contessa del Maine, Eremburga, figlia unica del conte del Maine, Elia I e di Matilde, come riporta nella sua Historia Ecclesiastica, Pars II, Liber IV del monaco e storico medievale, Orderico Vitale, signora di Château-du-Loir, figlia di Gervaso, signore di Château-du-Loir.
La nonna di Baldovino, Sibilla d'Angiò, era zia della regina di Gerusalemme, Isabella e per questo i conti di Fiandra, il nonno, Teodorico e poi lo zio, Filippo, si erano recati più volte in Terra santa per aiutare i parenti nel loro sforzo di mantenere il controllo di Gerusalemme.

## Giovinezza
Nel 1179, il giovane Baldovino, secondo il Gisleberti Chronicon Hanoniense, era stato fidanzato con Maria, figlia del conte di Champagne e di Brie, Enrico I e di Maria di Francia, che, secondo la Chronica Albrici Monachi Trium Fontium era la figlia primogenita del re di Francia, Luigi VII e della duchessa d'Aquitania e Guascogna e contessa di Poitiers, Eleonora.
Il 6 gennaio 1186, Baldovino, come conferma la Chronica Albrici Monachi Trium Fontium, aveva sposato Maria di Champagne. Il matrimonio ci viene confermato anche dalla Historia Rerum in partibus transmarinis gestarum ("L'estoire de Eracles Empereur et la conqueste de la terre d'Outremer"), Continuator. Il cronista Gilberto di Mons descrisse Baldovino come un ragazzo profondamente innamorato della sua sposa, la quale tuttavia preferiva la preghiera al letto matrimoniale.
Attraverso il suo matrimonio Baldovino contrasse altre parentele e obblighi verso i difensori della Terra Santa. Infatti il fratello di Maria, Enrico II di Champagne che era stato incoronato re di Gerusalemme nel 1192, nel 1197 morì lasciando una vedova e due figlie che necessitavano di aiuto per riconquistare i territori perduti. Inoltre Maria era nipote sia di Riccardo I Cuor di Leone che di Filippo II di Francia che furono tra i partecipanti alla terza crociata, assieme allo zio di Baldovino, Filippo, che infatti morì durante la Crociata.
Nell'estate del 1191, durante la terza crociata, morì di peste, senza eredi legittimi, suo zio (il fratello di sua madre), il conte di Fiandra, Filippo d'Alsazia, come ci confermano gli Annales Blandinienses, sua madre, Margherita gli succedette e suo padre, Baldovino divenne così Baldovino VIII, conte delle Fiandre, per diritto di matrimonio.
Il patrimonio di Filippo d'Alsazia destava il desiderio del re di Francia, Filippo Augusto che cercò di nascondere la morte del conte di Fiandra, fino al suo ritorno dalla crociata. Ma la notizia si diffuse rapidamente e il conte e la contessa di Hainaut andarono subito nelle Fiandre per prendere possesso di quelle terre. Sua madre, come discendente di Baldovino Braccio di Ferro e sorella del conte, fu accolta, assieme al marito, nelle città delle Fiandre, mentre Gand ospitava Matilde di Portogallo, vedova di Filippo d'Alsazia, intenzionata a recuperare tutta la contea. Guglielmo dalle Bianche Mani, arcivescovo di Reims ebbe il compito di mediare tra i contendenti; Filippo Augusto rinunciò all'annessione al regno di Francia della contea che fu assegnata ai suoi genitori, Baldovino VIII e Margherita, che, ancora secondo gli Annales Blandinienses incorporarono le Fiandre nei loro domini.
Sua madre, Margherita, morì nel 1194, come ci confermano gli Annales Blandinienses; secondo il Gisleberti Chronicon Hanoniense, la contessa si trovava a Male (oggi quartiere di Bruges), dove si ammalò gravemente, e dove morì il 15 novembre e fu sepolta a Bruges, nella chiesa di San Donato.
Il figlio maschio primogenito, Baldovino, sempre secondo il Gisleberti Chronicon Hanoniense, divenne così Baldovino IX, conte delle Fiandre, anche se il governo della contea continuò ad essere esercitato dal padre.
Suo padre, Baldovino V, conte di Hainaut e conte di Namur, ancora secondo il Gisleberti Chronicon Hanoniense, dopo lunga malattia morì a Mons il 17 dicembre 1195 (1195, mense Decembri, 12 kal. ianuarii); gli succedette, nella contea di Hainaut, il figlio maschio primogenito, Baldovino, come Baldovino VI, mentre nella contea di Namur gli succedette il figlio maschio secondogenito, Filippo.

## Conte di Fiandra e Hainaut
Baldovino prese possesso di una contea delle Fiandre drasticamente ridotta nelle sue dimensioni a causa della dote concessa alla sorella, Isabella di Hainaut, andata in sposa al re di Francia Filippo II di Francia, che includeva la regione di Artois, e alla concessione di un'altra vasta zona a sua moglie Maria. Isabella Morì nel 1190, ma Filippo reclamò la sua dote in nome di suo figlio, il futuro Luigi VIII di Francia. Gli otto anni in cui Baldovino regnò nelle Fiandre la sua azione fu completamente tesa a recuperare il controllo di almeno alcune parti dei domini della sua famiglia, culminati, nel gennaio 1200 nel trattato di Péronne, in cui Filippo restituiva a Baldovino gran parte dell'Artois.
Nella sua lotta contro Filippo, Baldovino contrasse numerose alleanze con alcuni importanti regnanti, tra cui il re di Germania e futuro Imperatore Ottone IV di Brunswick (un'alleanza nel 1196 e la firma sulla lettera che comunicava a papa Innocenzo III l'elezione di Ottone a re di Germania) e i due Plantageneti, Riccardo I d'Inghilterra (un'alleanza nel 1196, confermata nel 1198) e Giovanni Senzaterra. Un mese dopo il trattato di Péronne, il 23 febbraio 1200, Baldovino prese l'impegno di partire per la Terra Santa, assieme a suo fratello Enrico e a suo cognato, il conte di Champagne e di Brie, Tebaldo III, a cui fu concordemente assegnato il comando della quarta crociata. I due anni successivi furono impiegati per preparare la spedizione e per rinsaldare il potere suo e della sua famiglia nelle Fiandre. Nel tentativo di dare ordine ai suoi domini Baldovino promulgò un dettagliato e corposo codice penale, tra cui un'ordinanza sull'usura e stabilì regole ben definite per la successione al trono; regole che sono ancora parte integrante della tradizione giuridica in Belgio.
Baldovino lasciò nelle Fiandre la figlia primogenita e la moglie Maria incinta, la quale, secondo lo storico britannico, noto medievalista e bizantinista, Steven Runciman, all'inizio del 1204 partì alla volta dell'oriente per ricongiungersi al marito, contando di ritornare nelle Fiandre in capo ad un paio di anni. Al momento della partenza della contessa Maria, la reggenza delle Fiandre e la custodia delle figlie passò al fratello di Baldovino Filippo I di Namur, mentre la reggenza di Hainaut passò allo zio Guglielmo di Thy.
Ancora secondo il Runciman, prima di giungere a Costantinopoli, Maria visitò la Palestina, morendo in quello stesso anno a Gerusalemme; mentre la Flandria Generosa (Continuatio Claromariscensis) ci conferma che Maria era giunta via mare ad Acri, dove a seguito di una grave malattia (gravibus macerata egretudinibus), morì. Venne a sapere dell'elezione del marito, ma morì di peste nell'agosto 1204 prima di potersi ricongiungere a lui.

## Imperatore Latino

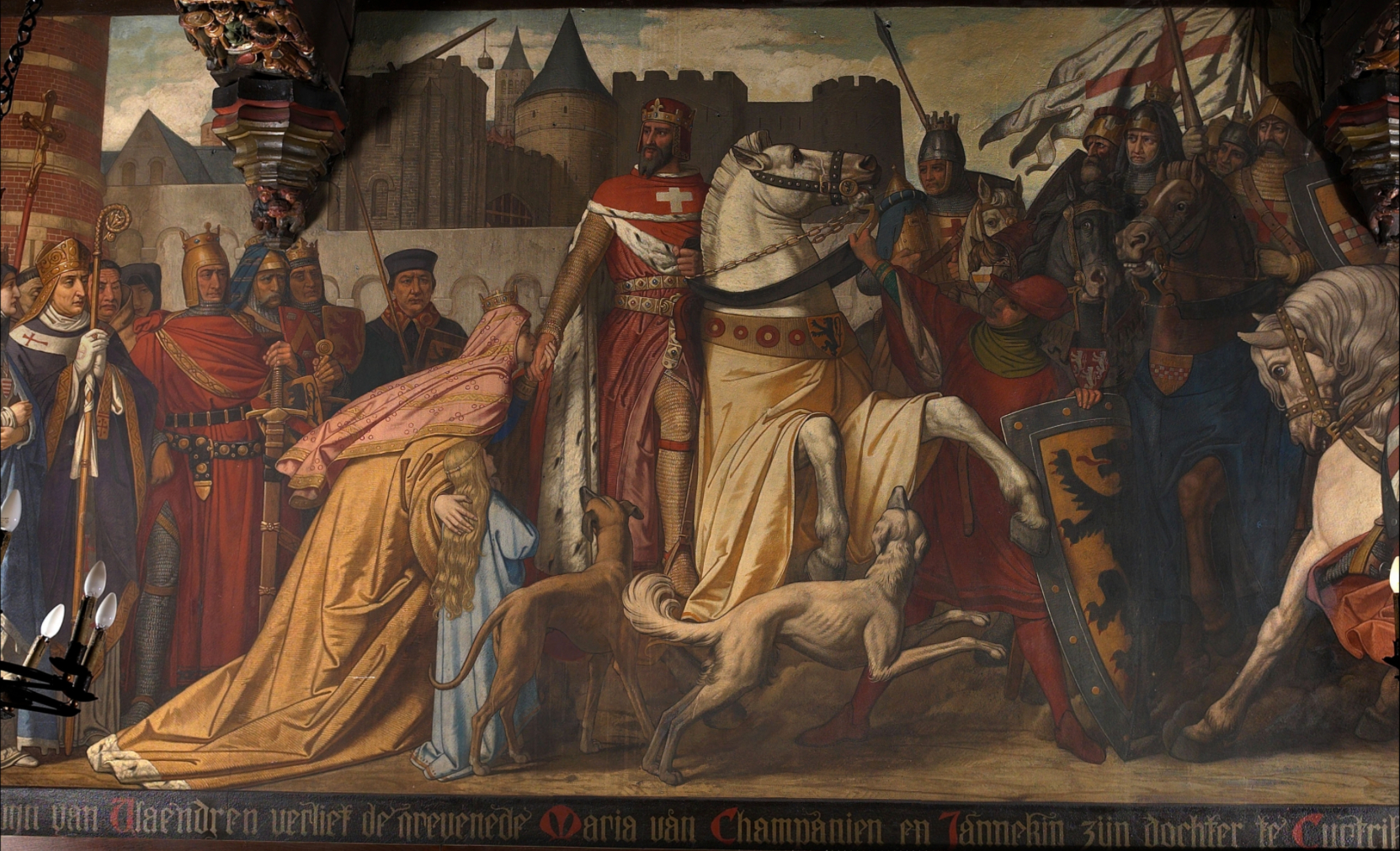
Baldovino parte per la Crociata, lasciando la moglie Maria di Champagne e la figlia Giovanna.

La frammentazione dell'impero bizantino dopo il 1204: l'impero latino (rosso), l'impero di Nicea (blu), l'impero di Trebisonda (viola) e il despotato d'Epiro (verde scuro); i confini sono molto incerti, in più è anche rappresentato l'impero bulgaro (verde chiaro).

Intanto, la crociata era stata deviata verso Costantinopoli, per aiutare Alessio Angelo a conquistare il trono di Costantinopoli contro lo zio, l'imperatore Alessio III Angelo, che aveva deposto il proprio fratello e padre di Alessio, l'imperatore Isacco II Angelo; dopo che Alessio, divenuto nel frattempo Alessio IV, nel febbraio del 1204, era stato imprigionato e strangolato, al trono era salito Alessio V Ducas, che ripudiò tutti gli accordi presi coi crociati, che decisero di combattere e ci fu un trattato tra i capi dei crociati tra cui, Baldovino, il doge di Venezia, Enrico Dandolo e Bonifacio del Monferrato, per la spartizione del bottino, l'elezione di un imperatore latino e la divisione delle province; i crociati, nel mese di aprile riuscirono a conquistare Costantinopoli e per tre giorni si abbandonarono al saccheggio sfrenato e all'uccisione di circa 2 000 abitanti e, dopo la spartizione del bottino, si apprestarono all'elezione dell'imperatore.
La corona imperiale, venne dapprima offerta al quasi centenario doge di Venezia, Enrico Dandolo, che fu uno degli artefici del dirottamento della crociata su Costantinopoli, ma egli la rifiutò. La scelta quindi rimaneva tra due contendenti: Bonifacio del Monferrato, il candidato con più possibilità di avere l'appoggio dei Greci, e Baldovino, giovane, pio e virtuoso, uno dei pochi che aveva intrapreso la crociata senza secondi fini ed osservato con rigore il voto fatto alla partenza; era insomma il leader più popolare nell'esercito crociato e, soprattutto, aveva l'appoggio del doge Dandolo; la scelta ricadde infine su di lui e il 9 maggio, 1204 fu eletto imperatore ed incoronato il 16 maggio, in Santa Sofia con una cerimonia che seguì strettamente il cerimoniale Bizantino, dove Bonifacio sostenne la corona durante la cerimonia e prestò omaggio al rivale.
L'Impero Latino venne organizzato secondo principi feudali: l'Imperatore era il vertice della piramide e concedeva i territori conquistati ai feudatari a lui sottoposti. L'imperatore aveva poi un suo feudo, che consisteva nella città di Costantinopoli nelle regioni adiacenti sia sulla costa anatolica sia su quella europea e alcune isole tra cui Lemno, Lesbo, Chio e Tino, su cui governava direttamente, mentre il resto del territorio dell'impero, che in massima parte doveva essere ancora conquistato, veniva diviso tra i Veneziani e gli altri Crociati.
I problemi all'elezione di certo non mancavano, molti territori rimanevano infatti ancora da conquistare, ma per prima cosa era necessario spezzare la resistenza greca in Tracia e assicurarsi il controllo della città di Tessalonica. Il fatto che Baldovino intendesse assicurarsi il controllo di Tessalonica però non trovava d'accordo Bonifacio del Monferrato, che aveva nel frattempo ricevuto la promessa di un feudo che includeva un vasto territorio in Macedonia, inclusa Tessalonica, la cui conquista avrebbe dovuto essere operata da Bonifacio. L'antagonismo poi tra gli eserciti acuì ancora di più la disputa, che si fece più serrata quando Baldovino decise di continuare a marciare su Tessalonica. Bonifacio per tutta risposta mise sotto assedio Adrianopoli, dove Baldovino aveva posto la sede del suo governo. A questo punto sembrò inevitabile una guerra civile, che fu evitata per l'intervento di Dandolo e del conte Luigi di Blois: a Bonifacio dall'imperatore fu concesso il titolo di re di Tessalonica e fu nominato comandante in capo delle forze che dovevano marciare alla conquista della Grecia e che intraprese, verso la fine del 1204.
Lo zar di Bulgaria Kaloyan, che era stato riconosciuto re dei Bulgari da papa Innocenzo III, offrì a Baldovino la sua alleanza, che fu rifiutata, in quanto avrebbe dovuto riconoscersi vassallo dell'impero latino.
Durante l'inverno 1204-1205 i Franchi proseguirono la conquista della Bitinia, alla quale Enrico di Fiandra fratello dell'imperatore prese parte.
Ma nel febbraio 1205 i Greci, che non gradivano che le loro chiese fossero governate da vescovi latini si ribellarono e furono aiutati dallo zar Kaloyan, la cui proposta di alleanza era stata rifiutata da Baldovino. La guarnigione fedele a Baldovino fu espulsa da Adrianopoli. Baldovino allora assieme a Dandolo, Luigi di Blois, e Goffredo di Villehardouin, lo storico e trovatore, marciò sulla città nell'intento di assediarla, ma l'esercito franco fu sconfitto, il conte di Blois ucciso ed egli stesso cadde prigioniero dello Zar.

Per qualche tempo il suo destino rimase incerto e per questo, suo fratello, Enrico mantenne la reggenza e, per più di un anno non si fu certi della sua morte fino alla metà di luglio 1206. La conferma della morte di Baldovino in prigionia fu data a Enrico da alcuni cavalieri Franchi, tratti in salvo a Stenimaco. Le circostanze della sua morte non ci sono esattamente note: pare che in un primo momento la sua vita fosse stata risparmiata, per utilizzarla come merce di scambio, ma la rivolta di Filippopoli, che passò sotto il dominio franco, fece infuriare a tal punto lo Zar che in un impeto di ira uccise Baldovino. Secondo una leggenda bulgara invece Baldovino si procurò la morte cercando di sedurre la moglie di Kaloyan. Lo storico greco Giorgio Acropolita riporta che lo Zar avesse fatto mettere il cranio di Baldovino dentro una coppa di vino, come era accaduto quattro secoli prima a Niceforo I.
Comunque si sa di certo che lo Zar scrisse al papa Innocenzo III, asserendo che Baldovino era morto in prigione. Una torre della fortezza di Carevec, fortezza di Veliko Tărnovo, capitale medioevale dell'Impero Bulgaro, è ancora chiamata la Torre di Baldovino. A lui succedette sul trono imperiale il fratello Enrico, mentre nelle Fiandre l'altro fratello Filippo di Namur mantenne la carica di reggente accordandosi col re di Francia, Filippo II Augusto ed entrambe le figlie di Baldovino, Giovanna e Margherita, furono condotte a Parigi per essere educate e poi governarono i territori ereditati dal padre.

## Discendenza
Baldovino da Maria ebbe due figlie, come conferma anche la Genealogica Comitum Flandriæ Bertiniana, Continuatio Marchianensis:
- Giovanna (1200 - 1244), che, secondo il Roderici Toletani Archiepiscopi De Rebus Hispaniae, sposò Ferdinando del Portogallo (1188-1233), figlio del secondo re del Portogallo, Sancho I, a cui non diede figli[50];
- Margherita (1202 - 1280), che, secondo la Chronica Monasterii Sancti Bertini auctore Iohanne Longo de Ipra era nata dopo la partenza del padre per la Terra Santa[30].

## Il falso Baldovino
Venti anni dopo, nel 1225, apparve un uomo che proclamava di essere Baldovino. Questo creò notevoli disordini e portò ad aperte ribellioni contro Giovanna. Un certo numero di persone che conobbero Baldovino durante la crociata furono interpellate e asserirono che l'uomo non era il vero Baldovino: alla fine quest'uomo fu giustiziato nel 1226.

## Ascendenza
|                               |                        |                          | Genitori                   |  |  | Nonni |  |  | Bisnonni                 |  |  | Trisnonni               |  |
|                               |                        |                          |                            |  |  |       |  |  | Baldovino III di Hainaut |  |  | Baldovino II di Hainaut |  |
|                               |                        |                          |                            |  |  |       |  |  | Baldovino III di Hainaut |  |  | Baldovino II di Hainaut |  |
|                               |                        | Ida di Lovanio           |                            |  |  |       |  |  | Baldovino III di Hainaut |  |  |                         |  |
| Baldovino IV di Hainaut       |                        |                          |                            |  |  |       |  |  | Baldovino III di Hainaut |  |  |                         |  |
|                               |                        | Iolanda di Gheldria      | Gerardo I di Gheldria      |  |  |       |  |  |                          |  |  |                         |  |
|                               |                        | Iolanda di Gheldria      | Gerardo I di Gheldria      |  |  |       |  |  |                          |  |  |                         |  |
|                               |                        | Iolanda di Gheldria      | Clemenza d'Aquitania       |  |  |       |  |  |                          |  |  |                         |  |
| Baldovino V di Hainaut        |                        | Iolanda di Gheldria      |                            |  |  |       |  |  |                          |  |  |                         |  |
|                               |                        | Goffredo I di Namur      | Alberto III di Namur       |  |  |       |  |  |                          |  |  |                         |  |
|                               |                        | Goffredo I di Namur      | Alberto III di Namur       |  |  |       |  |  |                          |  |  |                         |  |
|                               |                        | Goffredo I di Namur      | Ida di Sassonia            |  |  |       |  |  |                          |  |  |                         |  |
| Alice di Namur                |                        | Goffredo I di Namur      |                            |  |  |       |  |  |                          |  |  |                         |  |
|                               |                        | Ermesinde di Lussemburgo | Corrado I di Lussemburgo   |  |  |       |  |  |                          |  |  |                         |  |
|                               |                        | Ermesinde di Lussemburgo | Corrado I di Lussemburgo   |  |  |       |  |  |                          |  |  |                         |  |
|                               |                        | Ermesinde di Lussemburgo | Clemenza d'Aquitania       |  |  |       |  |  |                          |  |  |                         |  |
| Baldovino I di Costantinopoli |                        | Ermesinde di Lussemburgo |                            |  |  |       |  |  |                          |  |  |                         |  |
|                               | Teodorico II di Lorena | Gerardo di Lorena        |                            |  |  |       |  |  |                          |  |  |                         |  |
|                               | Teodorico II di Lorena | Gerardo di Lorena        |                            |  |  |       |  |  |                          |  |  |                         |  |
|                               | Teodorico II di Lorena | Edvige di Namur          |                            |  |  |       |  |  |                          |  |  |                         |  |
| Teodorico di Alsazia          | Teodorico II di Lorena |                          |                            |  |  |       |  |  |                          |  |  |                         |  |
|                               |                        | Gertrude di Fiandra      | Roberto I di Fiandra       |  |  |       |  |  |                          |  |  |                         |  |
|                               |                        | Gertrude di Fiandra      | Roberto I di Fiandra       |  |  |       |  |  |                          |  |  |                         |  |
|                               |                        | Gertrude di Fiandra      | Gertrude di Sassonia       |  |  |       |  |  |                          |  |  |                         |  |
| Margherita I di Fiandra       |                        | Gertrude di Fiandra      |                            |  |  |       |  |  |                          |  |  |                         |  |
|                               |                        | Folco V d'Angiò          | Folco IV d'Angiò           |  |  |       |  |  |                          |  |  |                         |  |
|                               |                        | Folco V d'Angiò          | Folco IV d'Angiò           |  |  |       |  |  |                          |  |  |                         |  |
|                               |                        | Folco V d'Angiò          | Bertrada di Montfort       |  |  |       |  |  |                          |  |  |                         |  |
| Sibilla d'Angiò               |                        | Folco V d'Angiò          |                            |  |  |       |  |  |                          |  |  |                         |  |
|                               |                        | Eremburga del Maine      | Elia I del Maine           |  |  |       |  |  |                          |  |  |                         |  |
|                               |                        | Eremburga del Maine      | Elia I del Maine           |  |  |       |  |  |                          |  |  |                         |  |
|                               |                        | Eremburga del Maine      | Matilde di Château-du-Loir |  |  |       |  |  |                          |  |  |                         |  |
|                               |                        | Eremburga del Maine      |                            |  |  |       |  |  |                          |  |  |                         |  |

### Fonti primarie
- (LA)  Monumenta Germaniae Historica, Scriptores, tomus V.
- (LA)  Monumenta Germaniae Historica, Scriptores, tomus IX.
- (LA)  Monumenta Germaniae Historica, Scriptores, tomus XIV.
- (LA)  Monumenta Germaniae Historica, Scriptores, tomus XXI.
- (LA)  Monumenta Germaniae Historica, Scriptores, tomus XXIII.
- (LA)  Monumenta Germaniae Historica, Scriptores, tomus XXV.
- (LA)  Orderici Vitalis, Historia Ecclesiastica, tomus unicus.
- (LA)  Historia Rerum in partibus transmarinis gestarum.
- (LA)  Recueil des historiens des Gaules et de la France. Tome 12.
- (FR)  Recueil des historiens des croisades. Historiens occidental, tome II.

### Letteratura storiografica
- F. Dvornik, "Costantinopoli e Roma", cap. XVII, vol. II (L'espansione islamica e la nascita dell'Europa feudale) della Storia del mondo medievale, 1999, pp. 516–557
- Paul Vinogradoff, "Il feudalesimo", cap. XXII, vol. II (L'espansione islamica e la nascita dell'Europa feudale) della Storia del mondo medievale, 1999, pp. 702–733
- D.M. Nicol, "La quarta crociata e gli imperi greco e latino, 1204 - 1261", cap. XIV, vol. III (L'impero bizantino) della Storia del mondo medievale, 1999, pp. 503–558
- K.M. Setton, "I latini in Grecia e nell'Egeo dalla quarta crociata alla fine del medioevo", cap. XVI, vol. III (L'impero bizantino) della Storia del mondo medievale, 1999, pp. 619–658
- M. Dinic, "I Balcani (1018 - 1499)", cap. XVII, vol. IV (La riforma della chiesa e la lotta tra papi e imperatori') della Storia del mondo medievale, 1999, pp. 596–643
- E.F. Jacob, "Innocenzo III", cap. I, vol. V (Il trionfo del papato e lo sviluppo comunali) della Storia del mondo medievale, 1999, pp. 5–53
- Austin Lane Pool, "Filippo di Svevia e Ottone IV", cap. II, vol. V (Il trionfo del papato e lo sviluppo comunale) della Storia del mondo medievale, 1999, pp. 54–93
- Frederick Maurice Powicke, "I regni di Filippo Augusto e Luigi VIII di Francia", cap. XIX, vol. V (Il trionfo del papato e lo sviluppo comunale) della Storia del mondo medievale, 1999, pp. 776–828
- John C. Moore, Baldwin IX of Flanders, Philip Augustus and the Papal Power in Speculum, volume 37, issue 1 (January 1962), 79-89
- Robert Lee Wolff, Baldwin of Flanders and Hainault, First Latin Emperor of Constantinople: His Life, Death, and Resurrection, 1172-1255 in Speculum, volume 27, issue 3 (July, 1952), 281-322
- Goffredo de Villehardouin, La conquista di Costantinopoli, Milano, Testi e documenti, 2008, ISBN 978-88-7710-729-9.